# 서방교회 대분열
서방교회 대분열(라틴어: Magnum schisma occidentale)은 14세기 아비뇽 유수가 종료된 직후에 로마와 아비뇽에 두개의 합법적인 교황청과 두 명의 정통 교황이 존재하게 되면서 서방교회가 분열하고 서유럽 전역에 걸쳐 대혼란이 펼쳐졌던 사건을 말한다. 교황 우르바노 6세와 프랑스 출신 추기경들 사이에서 발생한 갈등 끝에 추기경들이 기존 콘클라베에 대해 무효를 선언한 뒤 새로운 교황을 선출하면서 촉발되었다.
로마와 아비뇽의 교황은 자신에게 정통성이 있다고 서로 주장하였으며 서유럽 각국은 정치적인 이해관계에 따라 지지하는 교황을 달리하였다. 두 명의 교황이 인사권을 남발하자 각 지역 교회는 두 명의 대주교, 두 명의 수도원장, 두 명의 본당신부를 갖게 되었다. 이들은 서로 상대방을 파문하였기 때문에 이론적으로는 서유럽의 모든 성직자와 신자들이 파문 상태에 놓이게 됐다. 교회와 수도원과 가정의 평신도들까지 지지하는 교황이 달랐으며 이로 인해 유럽사회는 일대 대혼란이 펼쳐졌다.
사태를 수습하고자 피사공의회(1409년)가 소집되어 두 교황을 폐위하고 새로운 교황을 선출하였으나 로마와 아비뇽 교황이 공의회의 결정을 인정치 않으므로 인해 사상 초유에 합법적인 3명의 정통 교황이 존재하는 사태가 벌어졌다. 이러한 혼란은 최종적으로 콘스탄츠 공의회(1414~1418)에서 해결되었으며 이로 인해 공의회 수위설이 부상하면서 교황의 권위는 약화되었다.

## 역사적 배경

### 시대의 변화
교황권은 카노사 굴욕(1077년)과 보름스 협약(1122년) 이후 점차 상승하더니 인노첸시오 3세 때 절정에 달하였다. 그러나 신의 이름으로 진행되었던 200년간의 십자군 전쟁(1095-1272)이 별소득없이 종료되자 종교에 대한 회의가 팽배해졌다. 교회의 권위는 추락하고 있었으나 교황은 여전히 시대착오적인 발상을 하며 반성을 할 줄 몰랐다. 상공업이 발달하며 중산층 계급을 이룬 시민세력의 사회적 지위는 향상되어 갔고 토지를 기반으로 한 봉건 귀족들의 힘은 점차 약화되어 갔다.
교회 중심적인 봉건제가 와해되는 과도기가 시작되면서 각국의 왕과 영주들은 더 이상 교황의 눈치를 볼 필요 없이 시민세력과 합심하여 세력을 확장하며 새로운 시대적 흐름에 편승하였다. 영주들과 경쟁할 수밖에 없었던 프랑스 왕 필리프 4세에게 있어서 중앙집권을 통한 국왕 중심의 새로운 국가체제 정비는 시대적 사명이었다. 필리프 4세는 부르주아지 또는 하위귀족 출신의 지식인들을 중용하여 중앙집권적 관료제와 기구를 정비했다. 이런 그의 노력은 좋은 결실을 거두기는 하였으나 조직확장으로 인해 왕실재정을 악화시키는 원인이 되기도 했다.

### 아나니 사건

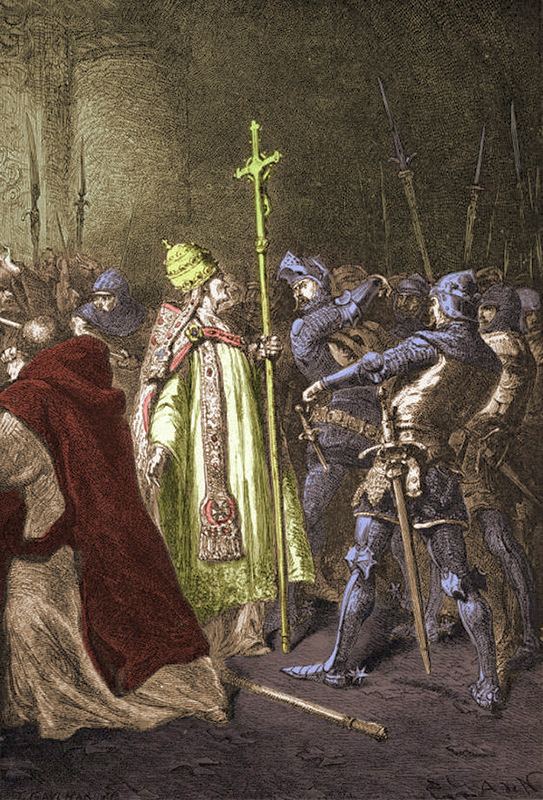
아나니 사건 (1303년 9월 7일)

제도와 행정기구 개편으로 중앙집권과 왕권을 강화한 프랑스 왕 필리프 4세는 부족한 재원마련을 위해 성직자에게 과세를 하면서 교황 보니파시오 8세와 대립하였다. 교황의 양보로 봉합되는 듯하던 갈등은 재발하더니 급기야 극단적인 상황으로 치달았다. 1303년 9월 7일 필리프 4세가 보낸 프랑스 군인들이 이탈리아 아나니에 머물고 있던 교황을 체포, 감금하고 폭언을 일삼으며 퇴위를 강요하는 사건이 벌어졌다. 작전은 전격적으로 이루어져 교황별궁이 있는 아나니를 급습하였다. 이렇게 신속하게 작전이 이루어진 이유는 교황이 새로운 칙서를 통해 필리프 4세를 파문하려 했기 때문이다. 파문이라는 영적 무기를 남발하는 교황에 대해서, 세속군주로서 무력을 동원한 실력 행사로 맞대응을 한 것이다.
기습작전의 지휘는 프랑스 귀족 '기욤 드 노가레'가 하였으며 로마 토착 귀족 '시아라 콜로나'가 그의 사병들을 동원하여 함께 사건에 가담하였다. 시아라 콜로나는 교황을 생포한 후 빰을 때렸다고 전해지기는 하는데 정확한 내막은 알 수 없다. 다만 교황이 폭행을 당한 것만큼은 사실이다. 노가레는 프랑스로 압송하여 종교재판에 회부하길 원했고 콜로나는 즉결 처형을 주장하며 의견이 좁혀지지 않는 동안에 교황은 3일간 굶주린 채 독방에 방치되었다. 사흘째 되던 날 아나니 시민들이 침입자들을 몰아내고 교황을 구해냈으나 이 사건의 충격으로 인해 교황은 한 달 동안 식음을 전폐하고 사경을 헤매다 사망하고 말았다. 카노사 굴욕(1077년)을 세속군주가 맛본 대표적인 굴욕사건이라 한다면 '아나니 사건'은 교황이 굴욕을 맛본 상징적인 사건이라 할 수 있다.

### 아비뇽 유수
아나니 사건을 통해 교황권을 꺽은 필리프 4세는 우위를 차지할 수 있었다. 보니파시오 8세의 후임으로 선출된 베네딕토 11세가 8개월 만에 사망한 후 콘클라베가 소집되었으나 1년 동안 새로운 교황을 선출하지 못했다. 추기경들이 필리프 4세와 화해를 모색하는 친프랑스파와 복수를 요구하는 반프랑스파로 나뉘었기 때문이다. 1305년이 되어서야 친프랑스파의 의견이 관철되어 프랑스 출신 베르트랑이 교황 클레멘스 5세로 피선되었다. 신임 교황은 프랑스 왕실의 지지를 받던 대주교 출신으로 리옹에서 즉위식을 거행하였다.
교황 클레멘스 5세는 프랑스 왕의 강력한 간섭을 받았으며, 로마로 들어가지 못한 채 프랑스에 체류하게 되었다. 또한 1309년 필리프 4세의 요구에 따라 교황청이 프랑스 아비뇽으로 이주하였다. 이후 1377년까지 70년간 교황청은 아비뇽에 머무르며 7명의 프랑스 출신 교황을 배출하였다. 추기경들도 대부분 프랑스 출신들이 임명되었다. 아비뇽의 교황들은 프랑스 왕의 영향 속에서 프랑스에 의존하게 되었고 교황권은 더욱 쇠퇴하였다.

### 교황청의 귀환
교황들이 아비뇽에 머무는 동안 추기경들이 교황령은 통치했으나 권력공백으로 혼란스러웠다. 강대국들의 영토 확장, 도시국가들의 자치권 획득 등이 이어졌고 도시 로마는 폐허에 가깝게 변해 버렸다. 교황청의 로마 귀환은 여섯 번째 아비뇽 교황 우르바노 5세(1362~70)에 의해 처음으로 시도되었다. 그는 알보르노스 추기경을 통한 군사작전을 수행하였고 밀라노와는 다소 굴욕적인 평화조약을 맺으며 로마 귀환 작업을 추진하였다.
주변의 격렬한 반대가 있었으나 1368년 10월 황제 카를 4세가 보낸 군대의 호위를 받으며 우르바노 5세는 로마에 입성했다. 교황은 황폐해진 성당들과 교회 건물을 복구하고 도시를 정비하며 열정을 불태웠다. 그러나 로마인들이 합세한 페루자의 반란과 밀라노 용병들의 국경 위협 등 이탈리아 정국이 점점 불안해졌고 비테르보에 피신하는등 고초를 겪다가 1370년 9월에 아비뇽으로 귀환하며 교황청의 로마 이전은 물거품이 되고 말았다.
일곱 번째 아비뇽 교황 그레고리오 11세(1370~78)는 '교황의 자리는 로마'라는 신념하에 로마 이전을 재추진하였다. 밀라노 비스콘티 가문의 팽창주의 정책에 맞서 전쟁을 진행했고 피렌체와도 8성인 전쟁을 치렀다. 볼로냐의 반란을 진압하며 교황령군이 체세나에서 수 천 명의 민간인을 학살하는 부작용도 발생했다. 1376년 9월에 아비뇽을 출발한 교황은 1377년 1월 17일에 바티칸 입성에 성공하였다. 그러나 로마에서 생활은 순탄치 않았다. 교황청의 재무와 행정조직은 아비뇽에 남아있었고 피렌체와의 전쟁은 계속 이어졌으며 체세나 학살 사건으로 인해 로마인들이 반발이 거세지자 아나니로 거처를 옮기기도 했다.

## 서방 교회의 분열

### 콘클라베(1378년)
1377년 아비뇽 유수를 종식시키고 교황청의 로마 귀환을 실현시킨 교황 그레고리오 11세는 이듬해 사망하였다. 로마시민들은 프랑스 출신 교황이 선출될 경우에 아비뇽 유수가 재현될 것을 우려하였다. 그래서 대규모 시위를 일으키며 콘클라베에 참석한 추기경들을 강하게 압박하였다. 다수의 프랑스 출신 추기경들은 로마시민들에 의해 시위가 폭동으로 번질것을 염려하게 되었고, 1378년 4월 8일에 개최된 콘클라베에서 남부 이탈리아 바리의 대주교 바르톨로메오를 교황 우르바노 6세로 선출하였다. 로마인을 교황으로 선출하기는 싫었고 프랑스 출신을 선출할 경우에 폭동의 위협 때문에 중립적인 인사를 서둘러 선택한 것이었다. 로마 시민들은 로마 출신이 교황에 오르기를 희망했지만 프랑스 출신이 아닌 이탈리아인이 선출된 것을 아쉬운대로 받아들였다.

### 새로운 교황 선출
교황 우르바노 6세는 취임 후 추기경들과 심각한 갈등을 일으켰다. 권위주의적이었던 그는 폭언과 폭행을 일삼으며 추기경들에게 복종을 강요했다. 교황청의 아비뇽 귀환 제안에 대해 격분하며 이탈리아인 추기경을 임명하는 것으로 응수했다. 다수의 프랑스 출신 추기경들은 로마 생활 적응에 어려움이 많이 생기면서 신임 교황과 사사건건 충돌했다. 갈등이 지속되자 추기경들은 아나니에 모여 논의 끝에 우르바노 6세의 교황 선출 무효를 선언하였다.
추기경들은 교황 선거가 외부의 부당한 간섭을 배제한다는 콘클라베의 기본 정신을 거스르며 로마 시민들의 강압에 의해 진행되었다고 주장하였다. 그런 다음 나폴리 조반나 1세 여왕의 보호를 받을 수 있는 폰디로 장소를 이동한 후 1378년 9월 20일 제네바 출신 로베르 추기경을 새로운 교황으로 선출하였다. 그러나 교황 우르바노 6세는 퇴위할 수 없다고 버티며 새로 선출된 교황을 인정하지 않았다.

### 양대 분열과 파문
새로운 교황으로 선출된 로베르는 클레멘스 7세로 즉위는 하였으나 우르바노 6세를 로마에서 축출하는 데 실패하였다. 두 교황은 서로를 파문하였고 1379년 4월 마리노 인근에서 양측이 고용한 용병 간에 전투가 벌어졌다. 전투에서 승리한 우르바노 6세는 로마를 완전히 장악했으며 추기경들이 대거 이탈함에 따라 24명의 추기경을 임명하여 교황청을 새로 조직하였다. 클레멘스 7세는 로마에서의 상황이 자신에게 불리하게 돌아가자 1379년 5월에 나폴리 여왕 조반나 1세의 도움을 받아 아비뇽으로 도피하였고, 그곳에서 새로운 교황청 기구를 조직하였다. 결과적으로 두 개의 교황청과 두 명의 교황이 동시에 공존하게 되면서 서방 교회는 분열하기 시작하였다.

### 정통교황 병립시대
서유럽은 이제 우르바노 6세와 클레멘스 7세중에 한 명을 선택해야 했으며 두 교황은 유럽의 군주들, 대학, 도시국가에 자신이 정통 교황이라고 주장하는 서한을 보냈고 대사를 파견했다. 유럽국가들은 정치적인 이해관계에 따라 지지하는 교황이 나뉘며 둘로 갈라졌다. 두 교황은 각자의 영향력을 확산시키기 위해 인사권을 남발하였고 이 때문에 분열은 교구와 수도원과 가정에까지 확대됐다. 각 지역 교회는 두명의 대주교, 두 명의 수도원장, 두 명의 본당신부를 갖게 되었고 신자들마저 양측 추종자로 분열됐다. 성직자들은 서로 합법성을 주장하며 상대방을 파문하며 유럽사회에 일대 혼란이 펼쳐졌다. 이론적으로는 서유럽의 모든 성직자와 신자들이 파문 상태에 놓이게 됐다. 두 개의 교황청을 따로 운영하였기 때문에 재정 소요가 증가했고 이를 책임져야 하는 신자들은 부담이 가중되었다.
| 아비뇽 교황을 지지한 국가                                                      | 로마 교황을 지지한 국가                                                                             |
| ------------------------------------------------------------------------------ | --------------------------------------------------------------------------------------------------- |
| 프랑스, 아라곤, 카스티야레온, 부르고뉴, 키프로스, 나폴리, 사보이아, 스코틀랜드 | 덴마크, 잉글랜드, 플랑드르, 신성로마제국, 헝가리, 북부 이탈리아, 아일랜드, 노르웨이, 폴란드, 스웨덴 |

우르바노 6세는 클레멘스 7세에게 호의적인 나폴리의 조반나 1세 여왕을 1380년 파문한 후 그녀의 사촌 두라초 가문의 카를로에게 왕관을 넘겨주었다. 카를로는 조반나 1세를 살해하고 즉위한 후에 배은망덕하게도 우르바노 6세에게 대적하였고 양측은 충돌하였다. 우르바노 6세는 제노바로 피신하였고 1386년 카를로가 헝가리에서 사망한 후에도 나폴리와 갈등속에 살다가 1389년 로마에서 독살된 것으로 전해진다.
아비뇽에 정착한 클레멘스 7세는 1384년 이탈리아 원정을 실시했으나 비참하게 끝나 버렸다. 우르바노 6세가 1389년에 사망하자 로마의 추기경들과 접촉하여 분열의 조기 종식을 위해 자신을 교황으로 추대해달라고 제안했다. 그러나 로마 측 추기경들은 새 교황으로 보니파시오 9세를 선출하였고 양측은 서로를 파문하였다. 클레멘스 7세는 1394년 9월 아비뇽에서 죽었다. 말년에는 사치스러운 생활을 하여 비난을 많이 받았다.
두번째 아비뇽 교황으로 베네딕토 13세(재위1394-1417)가 즉위했다. 아비뇽 추기경들은 선거전에 누가 선출되든지 분열종식을 위해 노력할것과 필요시 자진 퇴위할 것을 서약했으나 즉위 직후 베네딕토 13세는 약속이행을 거부했다. 유럽군주들이 지지를 철회하고 여러 어려움을 겪은 끝에 생각을 바꾸었다. 그러나 로마 교황 보니파시오 9세(1389~1404)는 비타협적이었고 그의 후임 인노첸시오 7세(1404~06)의 짧은 임기 중에는 어떤 진전도 없었다. 새로운 로마 교황 그레고리오 12세(1406~1415)와 직접 면담이 합의되기는 했으나 회동직전 갑작스럽게 그레고리오 12세가 변심하여 불발되었다.

## 분열의 종식

### 파리대학의 제안
1394년 파리대학은 사태 해결을 위해 세 가지 제안을 하였다. 양측 교황이 자발적으로 동시 사임하거나, 독립된 교회재판소에서 어느 한쪽 교황을 폐위시키거나, 공의회를 통하여 해결책을 모색하는 방안이었다. 그동안 양보와 절충을 통해 서방 교회 분열 사태를 수습하고 교회 일치를 위한 노력은 계속되었지만 큰 성과를 거두지 못했다. 교황들은 항상 상대방의 사임을 주장했으므로 동반 사임과 중재를 통한 방법으로는 더 이상 상황을 타개할 수 없다는 결론에 도달했다. 인내심이 한계에 달한 아비뇽과 로마의 추기경들은 서로에 대한 경쟁심을 내려놓고 파리대학이 제시한 마지막 방법인 공의회를 통해 사태를 해결하고자 시도했다. 이들은 1408년 6월 리보르노에서 회동하였고 다음해 3월에 피사에서 공의회 개최를 합의하였다.

### 피사 공의회
양진영의 추기경들은 호소문 발표와 더불어 초청장을 발송하여 유럽의 제후들과 여러 고위성직자들에게 피사 공의회 참석을 요청하였다. 두 명의 교황도 초청하였으나 두명 모두 거절하였고 그외 초대를 받은 사람들의 반응은 뜨거웠다. 1409년 3월 23일에 개최된 공의회에는 대주교 4명, 24명의 추기경, 80명의 주교, 102명의 주교가 보낸 대표단, 수도원장과 대학의 저명한 신학자들이 참석하였다. 공의회는 15차에 걸쳐 10주 이상 계속되었다. 6월 5일 제 15차 회기에서 그레고리오 12세와 베네딕토 13세에 대해 퇴위와 성좌 공석이 결정되었으며 추기경들은 6월 26일에 신임 교황으로 알렉산데르 5세(1409~10)를 선출하였다. 그러나 아비뇽과 로마 교황이 공의회의 결정을 수용하지 않음으로 인해 사상 초유에 사태가 벌어졌다. 합법적인 3명의 교황이 존재하게 된 것이다.

### 콘스탄츠 공의회
3명의 교황이 존재하는 이상한 사태를 해결하기 위해서 황제 지기스문트의 요청을 알렉산데르 5세의 후임인 요한 23세(재위 1410~15)가 수용하여 독일 콘스탄츠에서 공의회가 열렸다. 공의회는 1414년 11월 5일에 첫 회의가 열렸고 1418년 4월 22일까지 계속되었는데 300명 이상의 주교, 100명 이상의 대수도원장, 다수의 고위 성직자들, 신학자, 교회법학자, 통치자들이 참석하였다. 공의회를 소집한 요한 23세 교황이 자신에게 적대적 분위기로 회의가 진행되자 1415년 3월 20일 도주하였고 지기스문트 황제가 회의를 주관하는 우여곡절이 있었다. 공의회에서는 3명의 교황 그레고리오 12세, 베네딕토 13세, 요한 23세를 모두 폐위시키고 1417년 11월 새로운 교황에 로마의 명문가 출신의 추기경 코론나를 마르티노 5세(재위 1417~31)로 선출했다. 이로써 서유럽 교회의 대분열을 종식시키고 난국이 수습되었다.

## 영향

### 공의회 수위설
콘스탄츠 공의회를 통해서 서방 교회 대분열 사태가 해결되자 공의회 권위가 교황권보다 우위에 있다는 공의회 지상주의 학설이 힘을 받게 되었다. 콘스탄츠 공의회는 제4회기(1414년 3월 30일)와 제5회기(1414년 4월 6일)에서 공의회 지상주의와 관련된 주요 명제를 결정하였다. 공의회 권위는 하느님으로부터 직접 부여받기 때문에 교황보다 우위에 있으므로 교황이라 할지라도 신앙에 관한 문제, 교회 재일치 문제 그리고 교회의 개혁 문제와 관련해서 공의회의 결정에 복종해야 한다는 것이다. 공의회에서는 교황의 성직매매 행위 등 부정과 비리 그리고 그 처벌에 대한 논의를 진행할 수 있게 되었고 공의회가 교황을 폐위시킬 수도 있게 되었다. 이같은 이론은 16세기에 종교개혁을 불러온 직접적인 요인 중 하나가 되었다.

### 교황 수위권과 공의회
교황 수위권은 교황 레오 1세(재위 440~461)때에 이론화되었다. 후대 교황들의 노력으로 로마 주교의 교황으로서 위상은 상승하였으며 후대에 영향을 주었다. 800년에 황제로 등극한 샤를 대제는 로마 귀족들에 의해 교황 레오 3세에게 제기된 여러 고소건 처결 때문에 곤란함을 겪였다. 충분한 증거와 의혹이 있었지만 그보다 더 중요한 것은 '그리스도의 대리자'를 심판할 자격과 권력이 지상에 존재하는가 하는 것이었다. 하인리히 4세에게 카노사의 굴욕을 안겨 주었던 그레고리오 7세 교황은 1075년 교황 훈령(Dictatus papae)을 통해 '교황의 심판받지 않을 권리, 교회의 무오류성, 교황 수위권'을 명시한 적이 있다. 이는 교황권 수위설에 근간이 되었는데 콘스탄츠 공의회에서 채택된 공의회 수위설은 이를 뒤집는 결정이었다. 콘스탄츠 이전에 공의회가 교황을 심판한 선례가 없는것은 아니다. 1046년에 하인리히 3세는 교회 시노드(회의)를 통해 2명의 교황 요구자와 1명의 교황을 폐위시킨 역사가 있다.
1431년 바젤 공의회가 개최되었으나 교황 에우제니오 4세는 참석율이 저조하다는 명분을 내세워 일방적으로 공의회 장소를 볼로냐로 변경하였다. 바젤 공의회는 이에 반발하며 공의회 지상주의 선언과 대립교황 선출로 맞서면서 교황과 갈등하였다. 역병 위험성 때문에 장소를 옮겨 피렌체에서 1439년 소집된 공의회에서는 동방 정교회로부터 교황 수위권을 인정받으며 동방과 서방교회의 일치를 이끌어내었고 공의회 수위설을 누르고 교황권의 우위를 달성했다.
교황 바오로 2세(1464~71)와 식스토 4세(1471~84)는 선거 공약으로 공의회 소집을 약속했으나 지키지 않았다. 교황 율리오 2세 역시 공약 이행을 미루다가 캉브레 동맹전쟁의 적대국인 프랑스 왕 루이 12세가 프랑스의 추기경들과 1511년 9월 10일 피사 공의회를 개최하자 이에 대응하기 위해 1512년 5월 3일 라테라노에서 공의회를 개막하였다. 라테라노 공의회에서는 공의회 지상주의를 단죄하였다. 그 후의 교황들은 공의회 지상주의자들의 세력이 강해지는 것을 두려워하며 공의회 개최를 몹시 기피했다. 이러한 불안은 16세기에 종교개혁이 일어났을 때, 이에 대응하기 위한 공의회가 적시에 개최되지 못하여 종교개혁의 흐름이 유럽으로 넒리 퍼지게 만들었다.
종교개혁(1517년)에 따른 교회 분열을 수습하기 위해 트리엔트 공의회가 소집된것은 1545년이 되어서였고 그나마 개신교도들은 참여하지 않았다. 루터의 종교개혁 이후 교회 개혁을 위한 공의회 개최 요구는 꾸준히 있었다. 황제 카를 5세(생몰 1500~58)도 교황 클레멘스 7세(1523~34)에게 공의회 소집을 수차례 요구했다. 하지만 교황은 이를 정치적인 압박으로 받아들였고 교황권이 공의회에 종속되는 것을 꺼리며 회피했다.

### 콘클라베
평신도와 성직자에게 있던 교황 선출권을 1059년 추기경단에게 일임함으로 부당한 외부 간섭은 차단되었으나 추기경간 파벌다툼으로 대립교황이 생기는 문제가 벌어졌다. 최소 득표수를 전체투표의 3분의 2로 정함으로 해결되는 듯했으나 이번에는 선출 지연으로 교황 공석 기간이 길어지는 폐단이 생겼다. 선거인단을 외부와 고립시키는 콘클라베 방식을 13세기에 도입하며 해결되었다. 이번 서방 교회 대분열 사건의 원인중에 하나가 로마 시민들의 부당한 압력이었던 만큼 콘클라베 중에는 어떠한 압력과 간섭도 없어야 된다는 사실에 대해 큰 공감대가 형성되었다.

## 참고
- 두산백과 '공의회수위설'
- 종교학대사전 '콘스탄츠 공의회'